# Asia Muhammad
Asia Muhammad (Long Beach, 4 aprile 1991) è una tennista statunitense.

## Biografia
Ha due fratelli, uno dei quali è il cestista Shabazz Muhammad. Il padre, Ronald Holmes Muhammad, ha giocato anch'egli a basket e dopo l'addio all'agonismo è diventato coach.
Si allena a Las Vegas, facendosi seguire da Tim Blenkiron. Ammira le sorelle Williams e si esprime al meglio sul cemento.

## Carriera
A livello juniores ha vinto 2 titoli ITF di singolare e 11 di doppio. Professionista dal 2007, ha disputato finora una sola prova del Grande Slam uscendo subito nel singolare agli US Open nel 2008, 2018 e 2020.

## Statistiche WTA

### Doppio

#### Vittorie (13)
| Legenda               | Legenda      |
| --------------------- | ------------ |
| Grande Slam (0)       |              |
| Ori Olimpici (0)      |              |
| WTA Finals (0)        |              |
| WTA Elite Trophy (0)  |              |
| Dal 2009 al 2020      | Dal 2021     |
| Premier Mandatory (0) | WTA 1000 (2) |
| Premier 5 (0)         | WTA 1000 (2) |
| Premier (0)           | WTA 500 (3)  |
| International (5)     | WTA 250 (3)  |

| N.  | Data              | Torneo                             | Superficie    | Compagna          | Avversarie in finale                     | Punteggio           |
| 1.  | 13 giugno 2015    | Rosmalen Open, 's-Hertogenbosch    | Erba          | Laura Siegemund   | Jelena Janković Anastasija Pavljučenkova | 6-3, 7-5            |
| 2.  | 24 settembre 2016 | Guangzhou Open, Canton             | Cemento       | Peng Shuai        | Vol'ha Havarcova Vera Lapko              | 6-2, 7-6(3)         |
| 3.  | 16 settembre 2018 | Bell Challenge, Québec             | Sintetico (i) | Maria Sanchez     | Darija Jurak Xenia Knoll                 | 6-4, 6-3            |
| 4.  | 7 aprile 2019     | Monterrey Open, Monterrey          | Cemento       | Maria Sanchez     | Monique Adamczak Jessica Moore           | 7-6(2), 6-4         |
| 5.  | 12 gennaio 2020   | ASB Classic, Auckland              | Cemento       | Taylor Townsend   | Serena Williams Caroline Wozniacki       | 6-4, 6-4            |
| 6.  | 20 marzo 2021     | Monterrey Open, Monterrey (2)      | Cemento       | Caroline Dolehide | Heather Watson Zheng Saisai              | 6-2, 6-3            |
| 7.  | 9 gennaio 2022    | Melbourne Summer Set, Melbourne    | Cemento       | Jessica Pegula    | Sara Errani Jasmine Paolini              | 6-3, 6-1            |
| 8.  | 7 gennaio 2023    | Adelaide International, Adelaide   | Cemento       | Taylor Townsend   | Storm Hunter Kateřina Siniaková          | 6-2, 7-6(2)         |
| 9.  | 11 febbraio 2024  | Transylvania Open, Cluj-Napoca     | Cemento (i)   | Caty McNally      | Harriet Dart Tereza Mihalíková           | 6-3, 6-4            |
| 10. | 3 agosto 2024     | Washington Open, Washington        | Cemento       | Taylor Townsend   | Jiang Xinyu Wu Fang-hsien                | 7-6(0), 6-3         |
| 11. | 18 agosto 2024    | Cincinnati Open, Cincinnati        | Cemento       | Erin Routliffe    | Leylah Fernandez Julija Putinceva        | 3-6, 6-1, [10-4]    |
| 12. | 15 marzo 2025     | Indian Wells Open, Indian Wells    | Cemento       | Demi Schuurs      | Tereza Mihalíková Olivia Nicholls        | 6-2, 7-6(4)         |
| 13. | 15 giugno 2025    | Queen's Club Championships, Londra | Erba          | Demi Schuurs      | Anna Danilina Diana Šnajder              | 7-5, 6(3)-7, [10-4] |

#### Sconfitte (4)
| Legenda              |
| -------------------- |
| Grande Slam (0)      |
| Argenti Olimpici (0) |
| WTA Finals (0)       |
| WTA Elite Trophy (0) |
| Dal 2021             |
| WTA 1000 (2)         |
| WTA 500 (1)          |
| WTA 250 (1)          |

| N. | Data              | Torneo                                   | Superficie  | Compagna           | Avversarie in finale                 | Punteggio        |
| 1. | 19 marzo 2022     | Indian Wells Open, Indian Wells          | Cemento     | Ena Shibahara      | Xu Yifan Yang Zhaoxuan               | 5-7, 6(4)–7      |
| 2. | 25 settembre 2022 | Korea Open, Seul                         | Cemento     | Sabrina Santamaria | Kristina Mladenovic Yanina Wickmayer | 3-6, 2-6         |
| 3. | 25 maggio 2024    | Internationaux de Strasbourg, Strasburgo | Terra rossa | Aldila Sutjiadi    | Cristina Bucșa Monica Niculescu      | 6-3, 4-6, [6-10] |
| 4. | 13 ottobre 2024   | Wuhan Open, Wuhan                        | Cemento     | Jessica Pegula     | Anna Danilina Irina Chromačëva       | 3-6, 6(6)-7      |

## Circuito WTA 125

### Doppio

#### Vittorie (5)
| N. | Data            | Torneo                                | Superficie  | Compagna        | Avversarie in finale               | Punteggio           |
| 1. | 7 marzo 2020    | Indian Wells Challenger, Indian Wells | Cemento     | Taylor Townsend | Caty McNally Jessica Pegula        | 6-4, 6-4            |
| 2. | 6 novembre 2021 | Midland Tennis Classic, Midland       | Cemento (i) | Harriet Dart    | Peangtarn Plipuech Aldila Sutjiadi | 6-3, 2-6, [10-7]    |
| 3. | 20 agosto 2022  | Vancouver Open, Vancouver             | Cemento     | Miyu Katō       | Tímea Babos Angela Kulikov         | 6-3, 7-5            |
| 4. | 5 novembre 2022 | Midland Tennis Classic, Midland (2)   | Cemento (i) | Alycia Parks    | Anna-Lena Friedsam Nadiia Kičenok  | 6-2, 6-3            |
| 5. | 18 maggio 2024  | Clarins Open, Parigi                  | Terra rossa | Aldila Sutjiadi | Monica Niculescu Zhu Lin           | 7-6(3), 4-6, [11-9] |

#### Sconfitte (4)
| N. | Data             | Torneo                       | Superficie  | Compagna       | Avversarie in finale           | Punteggio           |
| 1. | 25 novembre 2016 | Hawaii Open, Honolulu        | Cemento     | Nicole Gibbs   | Eri Hozumi Miyu Katō           | 7-6(3), 3-6, [8-10] |
| 2. | 25 novembre 2017 | Hawaii Open, Honolulu (2)    | Cemento     | Eri Hozumi     | Hsieh Shu-ying Hsieh Su-wei    | 1-6, 6(3)-7         |
| 3. | 8 settembre 2018 | Chicago Challenger, Chicago  | Cemento     | Maria Sanchez  | Mona Barthel Kristýna Plíšková | 3-6, 2-6            |
| 4. | 21 maggio 2023   | Firenze Ladies Open, Firenze | Terra rossa | Giuliana Olmos | Vivian Heisen Ingrid Neel      | 6-1, 2-6, [8-10]    |

## Statistiche ITF

### Singolare

#### Vittorie (14)
| Torneo $100.000 (0) |
| Torneo $80.000 (0)  |
| Torneo $75.000 (0)  |
| Torneo $60.000 (3)  |
| Torneo $50.000 (1)  |
| Torneo $40.000 (0)  |
| Torneo $25.000 (9)  |
| Torneo $15.000 (0)  |
| Torneo $10.000 (1)  |

| N.  | Data              | Torneo                                                | Superficie  | Avversaria        | Punteggio        |
| 1.  | 3 giugno 2007     | ITF Women's Circuit Houston, Houston                  | Cemento (i) | Jelena Pandžić    | 6-3, 4-6, 6-4    |
| 2.  | 12 maggio 2013    | RBC Bank Women's Challenger, Raleigh                  | Terra verde | Chalena Scholl    | 6-2, 6-2         |
| 3.  | 2 novembre 2015   | Canberra Tennis International, Canberra               | Cemento     | Eri Hozumi        | 6-4, 6-3         |
| 4.  | 4 febbraio 2017   | McDonald's Burnie International, Burnie               | Cemento     | Arina Rodionova   | 6-2, 6-1         |
| 5.  | 25 febbraio 2018  | Del Mar Financial Partners Inc. Open, Rancho Santa Fe | Cemento     | Kurumi Nara       | 6-4, 2-6, 7-6(3) |
| 6.  | 5 agosto 2018     | Fifth Third Bank Tennis Championships, Lexington      | Cemento     | Ann Li            | 7-5, 6-1         |
| 7.  | 30 settembre 2018 | Central Coast Pro Tennis Open, Templeton              | Cemento     | Sesil Karatančeva | 2-6, 6-4, 6-3    |
| 8.  | 22 settembre 2019 | Cairns Tennis International, Cairns                   | Cemento     | Zuzana Zlochová   | 6-2, 6-2         |
| 9.  | 6 ottobre 2019    | Brisbane QTC Tennis International, Brisbane           | Cemento     | Maddison Inglis   | 6-3, 3-6, 6-3    |
| 10. | 9 febbraio 2020   | Launceston Tennis International, Launceston           | Cemento     | Destanee Aiava    | 6-4, 6-3         |
| 11. | 13 febbraio 2022  | Canberra Pro Tour, Canberra                           | Cemento     | Priscilla Hon     | 6(6)-7, 6-3, 6-2 |
| 12. | 20 febbraio 2022  | Canberra Pro Tour, Canberra                           | Cemento     | Arina Rodionova   | 6-1, 7-6(7)      |
| 13. | 6 marzo 2022      | Bendigo Pro Tour, Bendigo                             | Cemento     | Olivia Gadecki    | 6-2, 6-4         |
| 14. | 22 luglio 2023    | Roehampton Women's, Roehampton                        | Cemento     | Park So-hyun      | 6-2, 1-0, rit.   |

#### Sconfitte (4)
| Torneo $100.000 (0) |
| Torneo $80.000 (0)  |
| Torneo $75.000 (0)  |
| Torneo $60.000 (0)  |
| Torneo $50.000 (2)  |
| Torneo $40.000 (0)  |
| Torneo $25.000 (2)  |
| Torneo $15.000 (0)  |
| Torneo $10.000 (0)  |

| N. | Data             | Torneo                                      | Superficie | Avversaria       | Punteggio     |
| 1. | 9 marzo 2008     | Lexus of Las Vegas Open, Las Vegas          | Cemento    | Camille Pin      | 4–6, 1–6      |
| 2. | 30 ottobre 2016  | William Loud Bendigo International, Bendigo | Cemento    | Risa Ozaki       | 3-6, 3-6      |
| 3. | 1º ottobre 2017  | Brisbane Tennis International, Brisbane     | Cemento    | Kimberly Birrell | 6-4, 3-6, 2-6 |
| 4. | 11 febbraio 2018 | Launceston Tennis International, Launceston | Cemento    | Gabriella Taylor | 3-6, 4-6      |

### Doppio

#### Vittorie (35)
| Torneo $100.000 (3) |
| Torneo $80.000 (3)  |
| Torneo $75.000 (2)  |
| Torneo $60.000 (6)  |
| Torneo $50.000 (12) |
| Torneo $40.000 (0)  |
| Torneo $25.000 (9)  |
| Torneo $15.000 (0)  |
| Torneo $10.000 (0)  |

| N.  | Data              | Torneo                                                          | Superficie  | Partner           | Avversarie                                      | Punteggio           |
| 1.  | 17 ottobre 2010   | USTA Tennis Classic of Troy, Troy                               | Cemento     | Madison Brengle   | Alina Židkova Laura Siegemund                   | 6-2, 6-4            |
| 2.  | 29 maggio 2011    | LA Tennis Open Challenger, Carson                               | Cemento     | Alexandra Mueller | Christina Fusano Yasmin Schnack                 | 6-2, 6-3            |
| 3.  | 10 luglio 2011    | Cooper Challenger, Waterloo                                     | Terra rossa | Alexandra Mueller | Eugenie Bouchard Megan Moulton-Levy             | 6–3, 3–6, [10–7]    |
| 4.  | 25 settembre 2011 | Coleman Vision Tennis Championships, Albuquerque                | Cemento     | Alexa Glatch      | Grace Min Melanie Oudin                         | 4–6, 6–3, [10–2]    |
| 5.  | 3 giugno 2012     | FSP Gold River Women's Challenger, Sacramento                   | Cemento     | Yasmin Schnack    | Kaitlyn Christian Maria Sanchez                 | 6–3, 7–6(4)         |
| 6.  | 23 settembre 2012 | Coleman Vision Tennis Championships, Albuquerque                | Cemento     | Yasmin Schnack    | Irina Falconi Maria Sanchez                     | 6–2, 1–6, [12–10]   |
| 7.  | 17 febbraio 2013  | Del Mar Financial Partners Inc. Open, Rancho Santa Fe           | Cemento     | Allie Will        | Anamika Bhargava Macall Harkins                 | 6-1, 6-4            |
| 8.  | 12 maggio 2013    | RBC Bank Women's Challenger, Raleigh                            | Terra verde | Allie Will        | Jessica Moore Sally Peers                       | 6-3, 6-3            |
| 9.  | 27 aprile 2014    | Boyd Tinsley Women's Clay Court Classic, Charlottesville        | Terra verde | Taylor Townsend   | Irina Falconi Maria Sanchez                     | 6-3, 6-1            |
| 10. | 4 maggio 2014     | Audi Melbourne Pro Tennis Classic, Indian Harbour Beach         | Terra verde | Taylor Townsend   | Jan Abaza Sanaz Marand                          | 6-2, 6-1            |
| 11. | 3 agosto 2014     | Vancouver Open, Vancouver                                       | Cemento     | Maria Sanchez     | Jamie Loeb Allie Will                           | 6–3, 1–6, [10–8]    |
| 12. | 17 gennaio 2015   | Plantation Pro Classic, Plantation                              | Terra verde | Irina Chromačëva  | Jan Abaza Sanaz Marand                          | 6-2, 6-2            |
| 13. | 28 febbraio 2015  | Del Mar Financial Partners Inc. Open, Rancho Santa Fe           | Cemento     | Samantha Crawford | İpek Soylu Nina Stojanović                      | 6-0, 6-3            |
| 14. | 24 ottobre 2015   | Cairns Tennis International, Cairns                             | Cemento     | Lauren Embree     | Noppawan Lertcheewakarn Varatchaya Wongteanchai | 6–2, 4–6, [11–9]    |
| 15. | 14 novembre 2015  | William Loud Bendigo International, Bendigo                     | Cemento     | Lauren Embree     | Natela Dzalamidze Hiroko Kuwata                 | 7–5, 6–3            |
| 16. | 31 gennaio 2016   | Honolulu Challenger, Lahaina                                    | Cemento     | Maria Sanchez     | Jessica Pegula Taylor Townsend                  | 6–2, 3–6, [10–6]    |
| 17. | 28 febbraio 2016  | Del Mar Financial Partners Inc. Open, Rancho Santa Fe           | Cemento     | Taylor Townsend   | Jessica Pegula Carol Zhao                       | 6-3, 6-4            |
| 18. | 3 aprile 2016     | Oaks Club Challenger, Osprey                                    | Cemento     | Taylor Townsend   | Louisa Chirico Katerina Stewart                 | 6–1, 6(5)–7, [10–4] |
| 19. | 16 aprile 2016    | Pelham Racquet Club Women's $25K Pro Circuit Challenger, Pelham | Terra verde | Taylor Townsend   | Sophie Chang Caitlin Whoriskey                  | 6-2, 6-3            |
| 20. | 24 aprile 2016    | Dothan Pro Tennis Classic, Dothan                               | Terra verde | Taylor Townsend   | Caitlin Whoriskey Keri Wong                     | 6-0, 6-1            |
| 21. | 30 aprile 2016    | Boyd Tinsley Women's Clay Court Classic, Charlottesville        | Terra verde | Taylor Townsend   | Aleksandra Panova Shelby Rogers                 | 7-6(4), 6-0         |
| 22. | 29 ottobre 2016   | William Loud Bendigo International, Bendigo                     | Cemento     | Arina Rodionova   | Shūko Aoyama Risa Ozaki                         | 6-4, 6-3            |
| 23. | 4 novembre 2017   | Canberra Tennis International, Canberra                         | Cemento     | Arina Rodionova   | Jessica Moore Ellen Perez                       | 6-4, 6-4            |
| 24. | 13 maggio 2018    | Fukuoka International Women's Cup, Fukuoka                      | Sintetico   | Naomi Broady      | Tara Moore Amra Sadiković                       | 6-2, 6-0            |
| 25. | 20 maggio 2018    | Kurume Best Amenity International Women's Tennis, Kurume        | Sintetico   | Naomi Broady      | Katy Dunne Abigail Tere-Apisah                  | 6-2, 6-4            |
| 26. | 23 giugno 2018    | Ilkley Trophy, Ilkley                                           | Erba        | Maria Sanchez     | Natela Dzalamidze Galina Voskoboeva             | 4–6, 6–3, [10–1]    |
| 27. | 21 luglio 2018    | Berkeley Tennis Club Challenge, Berkeley                        | Cemento     | Nicole Gibbs      | Ellen Perez Sabrina Santamaria                  | 6-4, 6-1            |
| 28. | 30 settembre 2018 | Central Coast Pro Tennis Open, Templeton                        | Cemento     | Maria Sanchez     | Quinn Gleason Luisa Stefani                     | 6(4)-7, 6-2, [10-8] |
| 29. | 3 novembre 2018   | RBC Pro Challenge, Tyler                                        | Cemento     | Nicole Gibbs      | Desirae Krawczyk Giuliana Olmos                 | 3-6, 6-3, [14-12]   |
| 30. | 11 novembre 2018  | Lexus of Las Vegas Open, Las Vegas                              | Cemento     | Maria Sanchez     | Sophie Chang Alexandra Mueller                  | 6-3, 6-4            |
| 31. | 28 aprile 2019    | Boyd Tinsley Women's Clay Court Classic, Charlottesville        | Terra verde | Taylor Townsend   | Lucie Hradecká Katarzyna Kawa                   | 4-6, 7-5, [10-3]    |
| 32. | 5 maggio 2019     | LTP Charleston Pro Tennis, Charleston                           | Terra verde | Taylor Townsend   | Madison Brengle Lauren Davis                    | 6-2, 6-2            |
| 33. | 2 novembre 2019   | City of Playford Tennis International, Città di Playford        | Cemento     | Storm Sanders     | Naiktha Bains Tereza Mihalíková                 | 6-3, 6-4            |
| 34. | 12 febbraio 2022  | Canberra Pro Tour, Canberra                                     | Cemento     | Arina Rodionova   | Alison Bai Jaimee Fourlis                       | 6-3, 3-6, [10-6]    |
| 35. | 19 febbraio 2022  | Canberra Pro Tour, Canberra                                     | Cemento     | Arina Rodionova   | Alison Bai Jaimee Fourlis                       | 7-6(2), 7-6(5)      |

#### Sconfitte (20)
| Torneo $100.000 (2) |
| Torneo $80.000 (1)  |
| Torneo $75.000 (0)  |
| Torneo $60.000 (2)  |
| Torneo $50.000 (7)  |
| Torneo $40.000 (0)  |
| Torneo $25.000 (8)  |
| Torneo $15.000 (0)  |
| Torneo $10.000 (0)  |

| N.  | Data              | Torneo                                                       | Superficie  | Partner           | Avversarie                             | Punteggio              |
| 1.  | 13 giugno 2009    | Pekao Open, Stettino                                         | Terra rossa | Christina McHale  | Michaela Paštiková Lenka Tvarosková    | 1–6, 0–6               |
| 2.  | 18 aprile 2010    | Oaks Club $25,000 USTA Challenger, Osprey                    | Terra verde | Madison Brengle   | María Irigoyen Florencia Molinero      | 1-6, 6(3)-7            |
| 3.  | 14 maggio 2011    | RBC Bank Women's Challenger, Raleigh                         | Terra verde | Beatrice Capra    | Marie-Ève Pelletier Sharon Fichman     | 1–6, 3–6               |
| 4.  | 12 maggio 2012    | RBC Bank Women's Challenger, Raleigh                         | Terra verde | Alexandra Mueller | Gabriela Dabrowski Marie-Ève Pelletier | 4–6, 6–4, [5–10]       |
| 5.  | 4 maggio 2013     | Audi Melbourne Pro Tennis Classic, Indian Harbour Beach      | Terra verde | Allie Will        | Jan Abaza Louisa Chirico               | 4–6, 4–6               |
| 6.  | 8 giugno 2013     | Open GDF SUEZ de Marseille, Marsiglia                        | Terra rossa | Allie Will        | Sandra Klemenschits Andreja Klepač     | 6–1, 4–6, [5–10]       |
| 7.  | 19 ottobre 2013   | Rock Hill Rocks Open, Rock Hill                              | Cemento     | Allie Kiick       | Mariana Duque Mariño María Irigoyen    | 6–4, 6(5)–7, [10–12]   |
| 8.  | 4 novembre 2013   | John Newcombe Women's Pro Challenge, New Braunfels           | Cemento     | Taylor Townsend   | Anna Tatišvili CoCo Vandeweghe         | 6–3, 3–6, [11–13]      |
| 9.  | 25 gennaio 2014   | Daytona Beach Open, Daytona Beach                            | Terra verde | Allie Will        | Nicole Melichar Teodora Mirčić         | 7–6(5), 6(1)–7, [1–10] |
| 10. | 7 giugno 2014     | Internazionali Femminili di Tennis di Brescia, Brescia       | Terra rossa | Louisa Chirico    | Sanaz Marand Florencia Molinero        | 4–6, 6–4, [8–10]       |
| 11. | 28 settembre 2014 | Lexus of Las Vegas Open, Las Vegas                           | Cemento     | Maria Sanchez     | Verónica Cepede Royg María Irigoyen    | 3-6, 7-5, [9-11]       |
| 12. | 9 novembre 2014   | South Seas Island Resort Women's Pro Classic, Captiva Island | Cemento     | Maria Sanchez     | Gabriela Dabrowski Anna Tatišvili      | 3–6, 3–6               |
| 13. | 5 ottobre 2015    | Cairns Tennis International, Cairns                          | Cemento     | Jennifer Elie     | Jessica Moore Storm Sanders            | 0-6, 3-6               |
| 14. | 7 novembre 2015   | Canberra Tennis International, Canberra                      | Cemento     | Lauren Embree     | Misa Eguchi Eri Hozumi                 | 6(13)-7, 6-1, [12-14]  |
| 15. | 30 maggio 2016    | Aegon Eastbourne Trophy, Eastbourne                          | Erba        | Maria Sanchez     | Yang Zhaoxuan Zhang Kailin             | 6(5)-7, 1-6            |
| 16. | 11 novembre 2017  | William Loud Bendigo International, Bendigo                  | Cemento     | Arina Rodionova   | Alison Bai Zoe Hives                   | 6-4, 4-6, [8-10]       |
| 17. | 17 giugno 2018    | Manchester Trophy, Manchester                                | Erba        | Naomi Broady      | Luksika Kumkhum Prarthana Thombare     | 6(5)-7, 3-6            |
| 18. | 21 settembre 2019 | Cairns Tennis International, Cairns                          | Cemento     | Maddison Inglis   | Emily Fanning Abbie Myers              | 6–2, 6(2)–7, [7–10]    |
| 19. | 31 gennaio 2020   | McDonald's Burnie International, Burnie                      | Cemento     | Desirae Krawczyk  | Ellen Perez Storm Sanders              | 3-6, 2-6               |
| 20. | 15 aprile 2023    | Zaragoza Open, Saragozza                                     | Terra rossa | Eden Silva        | Diane Parry Arantxa Rus                | 1-6, 6-4, [5-10]       |

## Risultati in progressione
| Sigla | Risultato               |
| ----- | ----------------------- |
| V     | Vincitore               |
| F     | Finalista               |
| SF    | Semifinalista           |
| O     | Oro olimpico            |
| A     | Argento olimpico        |
| SF    | Bronzo olimpico         |
| QF    | Quarti di Finale        |
| 4T    | Quarto turno            |
| 3T    | Terzo turno             |
| 2T    | Secondo turno           |
| 1T    | Primo turno             |
| RR    | Round Robin             |
| LQ    | Turno di qualificazione |
| A     | Assente                 |
| ND    | Non disputato           |

| Legenda superfici    |
| -------------------- |
| Cemento              |
| Terra battuta        |
| Erba                 |
| Superficie variabile |

### Singolare nei tornei del Grande Slam
| Torneo          | 2008 | 2009 | 2010 | 2011 | 2012 | 2013 | 2014 | 2015 | 2016 |
| --------------- | ---- | ---- | ---- | ---- | ---- | ---- | ---- | ---- | ---- |
| Australian Open | A    | A    | A    | A    | A    | A    | A    | A    | A    |
| Open di Francia | A    | A    | A    | A    | A    | A    | A    | A    | A    |
| Wimbledon       | A    | A    | A    | A    | A    | A    | A    | A    | LQ   |
| US Open         | 1T   | A    | A    | A    | A    | A    | A    | A    | A    |

### Doppio nei tornei del Grande Slam
| Torneo          | 2008 | 2009 | 2010 | 2011 | 2012 | 2013 | 2014 | 2015 | 2016 |
| --------------- | ---- | ---- | ---- | ---- | ---- | ---- | ---- | ---- | ---- |
| Australian Open | A    | A    | A    | A    | A    | A    | A    | A    | A    |
| Open di Francia | A    | A    | A    | A    | A    | A    | A    | A    | 1T   |
| Wimbledon       | A    | A    | A    | A    | A    | A    | A    | A    | LQ   |
| US Open         | 1T   | 1T   | A    | A    | A    | A    | 1T   | 2T   | QF   |

### Doppio misto nei tornei del Grande Slam
| Torneo          | 2008 | 2009 | 2010 | 2011 | 2012 | 2013 | 2014 | 2015 | 2016 |
| --------------- | ---- | ---- | ---- | ---- | ---- | ---- | ---- | ---- | ---- |
| Australian Open | A    | A    | A    | A    | A    | A    | A    | A    | A    |
| Open di Francia | A    | A    | A    | A    | A    | A    | A    | A    | A    |
| Wimbledon       | A    | A    | A    | A    | A    | A    | A    | A    | A    |
| US Open         | A    | A    | A    | A    | A    | A    | 1T   | A    | A    |